# Oreodytes meridionalis
Oreodytes meridionalis är en skalbaggsart som beskrevs av Binaghi och Annika Sanfilippo 1971. Oreodytes meridionalis ingår i släktet Oreodytes och familjen dykare. Inga underarter finns listade i Catalogue of Life.